# Мол Русе
Mall Rousse е най-големият търговско-развлекателен център в Русенска област, реализиран от RESB.
Той е разположен между две от най-натоварените пътни артерии в Русе – бул. „Липник“ и бул. „Потсдам“, само на 5 минути път с кола от центъра на града.
Намира се в един от големите жилищни квартали, а общо 8 линии на градски транспорт спират на спирките пред централния вход. Статистиката доказва, че 100 000 души живеят само на 5 минути разстояние от Mall Rousse, 200 000 души се намират на 10 минути от търговския център, а 300 000 души на половин час път, като населяват област Русе и област Гюргево в Румъния.
Mall Rousse е разположен на терен от 60 000 кв. м. в близост до центъра на града и румънската граница. Разгърнатата застроена площ е над 51 000 кв. м. с три надземни търговски нива.
Mall Rousse предлага микс от наематели, ориентиран е основно към модата с богато разнообразие от тенденции, цени и марки. В търговския център се намира първия и единствен в региона мултиплекс с 10 кинозали, което го превръща в предпочитано място за незабравими изживявания, пазаруване и изкарване на свободното време.
Благодарение на разнообразието си от наематели и маркетинговата програма, насочена към посетителите и удовлетворяването на техните желания и потребности, Mall Rousse създаде своя общност и lifestyle среда.
През 2011 г. Mall Rousse бе номиниран в конкурса „Сграда на годината“, както и „Инвеститор на годината“.

## Данни за обекта[1]
- Започване на проекта: 2008 г. [2]
- Откриване: 2010 г.
- Отдаваема площ: 37 000 м2 търговски площи.
- Инвеститор: RESB (Real Estate Services Bulgaria) [1][3].
- Проектант: MYS Architects, Израел
- Български проектант: „Студио 17,5“ с гл. арх. Пламен Нанов.
- Изпълнител: „Сиенит“ ООД